# هانس بفلوغلر
هانس بفلوغلر (بالألمانية: Hans Pflügler) .
من مواليد 27 مارس 1960 ، لاعب كرة قدم ألماني سابق. لعب مع منتخب ألمانيا لكرة القدم.

## روابط خارجية
- هانس بفلوغلر على موقع الاتحاد الدولي (مؤرشف)  (الإنجليزية)
- هانس بفلوغلر على موقع قاعدة بيانات كرة القدم.إي يو (الإنجليزية)
- هانس بفلوغلر على موقع بيانات كرة القدم. دي إي (الألمانية)
- هانس بفلوغلر على موقع ناشيونال فوتبول تيمز (الإنجليزية)
- هانس بفلوغلر على موقع عالم كرة القدم.نت (الإنجليزية)
- هانس بفلوغلر على موقع كووورة